# 格里利縣 (內布拉斯加州)
格里利县（英語：Greeley County）是美國內布拉斯加州中部的一個縣。面積1,478平方公里。根據美國2000年人口普查，共有人口2,714人。縣治格里利（Greeley）。
成立於1871年3月1日，縣政府成立於1873年1月20日。縣名紀念聯邦眾議員、《紐約論壇報》創辦人荷拉斯·格里利。